# Paměti špinavé lávky
Paměti špinavé lávky (czes. pamięci brudnego pomostu) - jedenasty album czeskiej grupy Umbrtka. Został wydany w roku 2005.

## Lista utworów
1. "Paměti špinavé lávky"
2. "Umbrtkovo dětství"
3. "Cítím, že vím"
4. "Noční rozjímání před bojem"
5. "Slunce"
6. "Skartoslav Umbrtka"
7. "Chrám práce"
8. "Bazarová ulice"
9. "Noční vypínání"
10. "Legenda o špinavé rouře"
11. "Umbrtka neštká"
12. "Umbrtkombinát"
13. "Svírám rezavý utahovák"
14. "Trolej"
15. "Umbrtkovo nádraží"
16. "Zniká"
17. "Umírající bezdomovec"
18. "Zdistav Umbrtka"
19. "Spasen šedí v šedi"
20. "Slovo na závěr"